# Park Myung-hoon

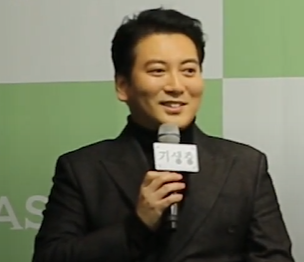
Park Myung-hoon (2020)

Park Myung-hoon (koreanisch 박명훈; * 28. Mai 1975 in Südkorea) ist ein koreanischer Schauspieler.

## Leben
Park Myung-hoon wurde 1975 in Südkorea geboren. Er besuchte die Osan University.
Sein Schauspieldebüt als Bühnenschauspieler gab er 1999 im Theaterstück Class.
2009 hatte Myung-hoon bei dem Film Tsunami – Die Todeswelle erstmals eine Rolle inne. 2017 erhielt er seine erste Rolle in der Fernsehserie Revolutionary Love. Bekannt wurde er vor allem für seine Rolle als Geun-sae im mit dem Oscar ausgezeichneten Film Parasite. In der Fernsehserie Crash Landing on You spielte er 2019 bis 2020 erstmals eine durchgehende Rolle.

## Filmografie
- 2009: Tsunami – Die Todeswelle (해운대)
- 2014: Sanda
- 2015: Nun-gil (Snowy Road)
- 2015: Seutil peullawo (스틸 플라워)
- 2016: Jae-kkot (재꽃)
- 2017: Revolutionary Love (변혁의 사랑, Fernsehserie, Folge 1x02)
- 2019: Parasite (기생충)
- 2019–2020: Crash Landing on You (사랑의 불시착, Fernsehserie, 14 Folgen)
- 2020: Deliver Us From Evil (다만 악에서 구하소서)
- 2021: Boiseu (보이스)
- 2022: The Policeman’s Lineage (경관의 피)
- 2022: Haus des Geldes: Korea (종이의 집: 공동경제구역, Fernsehserie, 4 Folgen)
- 2022: Olbbaemi
- 2023: Noryang
- 2025: Dear Hongrang